# Tesoro dei Megaresi
Il Tesoro dei Megaresi è situato all'interno del santuario di Apollo a Delfi, a nord del Tesoro dei Sifni lungo la Via Sacra. Sulla sua facciata vi sono 26 iscrizioni riferite ai cittadini di Megara, un elemento che ha portato alla sicura identificazione del monumento.

## Descrizione
All'interno del sito archeologico di Delfi, nel santuario di Apollo, lungo la Via Sacra e a nord del Tesoro dei Sifni sono conservati dei resti architettonici di un edificio che è stato identificato come il Tesoro dei Megaresi. L'edificio è composto da due parti. La fase precedente risale alla fine del VI o all'inizio del V secolo a.C. Era un edificio di ordine dorico, fatto in pietra porosa, forse in antis. L'edificio aveva un vestibolo lungo 2 metri e una cella di 5 metri. Alcune parti della fondazione furono mantenute, ma in una fase successiva, possibilmente nel V o all'inizio del IV secolo a.C., fu eretto un secondo edificio su un piano trapezoidale. La sua facciata era in calcare scuro. Su di esso sono state incise delle iscrizioni, per lo più onorarie, di cui la maggioranza (26 in numero) si riferiscono alla città e ai cittadini di Megara.
Nel 1975-76 il Muro dei Megaresi e parte dell'edificio furono restaurati a spese del Comune di Megara.